# بوب فالون
بوب فالون (بالإنجليزية: Bob Fallon)‏ هو لاعب كرة قاعدة أمريكي، ولد في 18 فبراير 1960 في ذا برونكس في الولايات المتحدة.

## وصلات خارجية
- بوب فالون على موقعبيزبول رفرنس.كوم (الدوري الرئيسي) (الإنجليزية)
- بوب فالون على موقعبيزبول رفرنس.كوم (الدوري الثانوي) (الإنجليزية)